# 16K

Порівняння 16K, 8K UHDTV, 4K UHDTV, HDTV і SDTV роздільності

Термін 16K (8640p), також відомий як 16K UHD, 16K Ultra HD, 16K Ultra High Definition, Quad Ultra HD, Quad UHD, 16K QUHD, 16K Quad Ultra High Definition, або UHDTV-3 — роздільність дисплея з 15360 горизонтальних пікселів і 8640 вертикальних пікселів, разом становлять 132.7 мегапікселів. Це у чотири рази більше пікселів ніж у 8K, у 16 разів більше 4K і 64 рази більше за 1080p.
Зараз, 16K може бути запущена на Multi-monitor (декілька об'єднаних моніторів) налаштованими за допомогою AMD Eyefinity чи NVIDIA Surround.

## Історія
У березні 2016 року AMD заявила про ціль створити команду розробників програмного забезпечення під назвою LiquidVR. Які теоретично мають окуляри віртуальної реальності, схожі на ті, що були розроблені до цих пір, теоретично мають роздільність 16k для кожного ока та частоту близько 140 Гц з практично відсутньою затримкою. Цей проект, з моменту його оголошення, був, безумовно амбіційним: до цих пір ні про яку реалізацію не йшлося, та його поява здавалась дійсно відаленною.
У липні цього ж року AMD завила, що вже працює над створенням відеокарт, які здатні підтримувати цю роздільність. Раджа Кодурі, глава та представник Radeon Technologies Group (компанії, тісно пов'язаної з діяльністю AMD), виступив з заявою. За словами виконавчого директора компанії, тільки при досягненні 16к та частот, еквівалентних 240 Гц, можливо буде досягнути «справжнього занурення, настільки реального, що не можна буде відрізнити різницю з реальним світом.» Він також додав, що для досягнення цього необхідно буде подолати закон Мура та необхідність зробити численні інновації та інші прориви.
З тих пір про амбіційний феномен 16K не було чути, поки через два роки, у серпні 2018 року, Innolux продемонструвала перший у світі 100-дюймовий 16K8K S-UHD (15360×8640) дисплей модуль на Touch Taiwan у серпні 2018.
Sony представила п'яти метровий у висоту та 20 метровий у ширину комерційний 16K дисплей на виставці NAB 2019 котрий буде виготовлятися у Японії.
Ютубер Лінус Себастян та його команда зібрала ігровий ПК, котрий може запускати ігри з роздільністю 16k з використанням 16 моніторів 4k та чотирьох відеокарт Nvidia Quadro.

## Можлива роздільність
| Роздільність  | Відношення сторін                     | Мегапікселів |
| ------------- | ------------------------------------- | ------------ |
| 15360 x 4320  | 3.5:1 (32:9) "(супер ультра-широкий)" | 66.4         |
| 15360 x 6582  | 2.1:1 (21:9) "ультра-широкий"         | 101.1        |
| 15360 × 6400  | 2.4:1 (24:10)                         | 98.304       |
| 15360 × 6480  | 2.37 (64:27)                          | 99.5         |
| 15360 × 7680  | 2:1 (18:9)                            | 118          |
| 15360 × 8640  | 1.7:1 (16:9)                          | 132.7        |
| 15360 × 9600  | 1.6:1 (16:10)                         | 147.5        |
| 16200 x 4500  | 3.6 (36:10)                           | 72.9         |
| 16200 x 6750  | 2.4:1 (24:10)                         | 109.4        |
| 16200 x 10125 | 1.6:1 (16:10)                         | 164          |
| 16384 × 8192  | 2:1 (18:9)                            | 134.217728   |
| 16384 × 10240 | 1.6:1 (16:10)                         | 167.77216    |
| 16384 x 16384 | 1.0:1 (1:1)                           | 268.4        |
| 16640 x 4680  | 3.5:1 (32:9)                          | 77.9         |
| 16640 × 7020  | 2.37 (64:27)                          | 116.8        |